# حوجن (فلم)
حوجن (بالإنجليزية: Inheritance) هو فيلم سعودي خيالي ورومانسي. يحكي قصة جني يعيش بين البشر في مدينة جدة، ويقوم بمغامرات ورحلة في مواجهة الشر واستعادة حقه، محاولاً الحفاظ على التوازن بين عالمه وحياته بين البشر، ثم تنشأ علاقة رومانسية بينه وبين فتاة تدعى سوسن والتي تدرس في كلية الطب. الفيلم مقتبس من رواية حوجن، للكاتب إبراهيم عباس.
يعد الفيلم ثمرة تعاون بين شركة "إيمج نيشن أبوظبي"، وفوكس سينما، واستوديوهات إم بي سي، والفيلم من إخراج ياسر الياسري، وبطولة الممثلين السعوديين براء عالم، ونور الخضراء، ونايف الظفيري، والعنود سعود، ومحسن منصور.

## البطولة
- براء عالم.
- العنود سعود.
- محسن منصور.
- نايف الظفيري.
- نور الخضراء.[3][4]

## وصلات خارجية
- مقالات تستعمل روابط فنية بلا صلة مع ويكي بيانات